# Ali Seriati
Ali Seriati (arabe : علي السرياطي), né en 1940 à Ghardimaou (gouvernorat de Jendouba), est un général tunisien.
Patron de la garde du président de la République tunisienne, Zine el-Abidine Ben Ali, il est arrêté le 14 janvier 2011, en pleine révolution, et libéré le 17 mai 2014.

## Biographie

### Carrière
Après avoir poursuivi des études secondaires au lycée de Sousse, Ali Seriati rejoint, en France, l'École spéciale militaire de Saint-Cyr. Il fait partie de la promotion du centenaire de Camerone.
Sa carrière dans l'armée tunisienne commence à la caserne de Fondouk Jedid, où il se spécialise dans le génie militaire. Il est ensuite affecté à la caserne d'Oued Ellil, exerçant dans des postes de responsabilité ayant trait à la sécurité militaire.
Il est nommé directeur de la sûreté tunisienne en 1991, puis chef de la garde présidentielle en 2001. Il est également responsable de la garde nationale et de la police, et seconde Ben Ali pour toutes les questions de sécurité.

### Arrestation et procès
Présenté parfois comme l'homme fort du régime, Ali Seriati est arrêté sur ordre du ministre de la Défense Ridha Grira, qui le soupçonne de fomenter un coup d'État, au soir du 14 janvier 2011, quelques heures après le départ du président Ben Ali vers l'Arabie saoudite. Selon Kamel Eltaïef, ancien conseiller du président déchu, il aurait joué un rôle majeur dans ce départ : 
« Il l'a convaincu de partir en lui expliquant qu'il valait mieux qu'il s'éloigne, le temps pour lui de reprendre la situation en main. »
Alors que son arrestation est tenue secrète dans un premier temps, il est présenté comme le chef de miliciens chargés de préparer une contre-révolution. Seriati est accusé de « complot contre la sûreté intérieure de l'État », « actes d'agression » et « incitation à s'armer, à commettre des crimes et à provoquer le désordre sur le territoire tunisien ».
Il est acquitté le 12 août 2011 pour complicité de falsification de passeport aidant à la fuite de Ben Ali et sa famille. Le 13 juin 2012, il obtient un non-lieu par le tribunal militaire du Kef pour son rôle dans la répression de janvier 2011 à Thala et Kasserine. Le 19 juillet, le tribunal militaire de Tunis le condamne à vingt ans de prison dans le plus grand procès des martyrs et blessés de la révolution, ceux du grand Tunis et de cinq autres gouvernorats, peine ramenée en appel à trois ans de prison le 12 avril 2014. Le 30 avril 2013, il obtient un non-lieu dans l'affaire d'un martyr et de deux blessés du gouvernorat de Sfax. Il quitte la prison le 17 mai 2014.

### Décorations
- Grand officier de l'Ordre du 7-Novembre[12].

### Vie privée
Ali Seriati est originaire de Hajeb El Ayoun, dans le gouvernorat de Kairouan. Il est marié et père de deux garçons.